# Септехлорити
Септехлорити — групова назва мінералів амезиту, шамозиту, гриналіту, гроувситу, бертьєрину (септешамозит) і кронштедтиту, близьких за хімічним складом до хлоритів, але структурно (параметр елементарної комірки с = 7 Å) подібних до серпентину і каолініту. Всі матеріали дуже тонкозернисті, вивчаються у порошкоподібному вигляді. Від септе… і групової назви мінералів хлоритів (B.W.Nelson, R.Roy, 1958).
Наразі група має назву групи каолініту-серпентину.